# 張花冠
張花冠（1954年7月7日—），臺灣政治人物，民主進步黨籍，生於嘉義縣溪口鄉，現任華膳空廚董事長，曾任嘉義縣縣長及立法委員。中興法商（國立臺北大學）企業管理學士、國立中正大學國際事務碩士。其丈夫曾振農為已故中國國民黨中央委員、立委。2001年張花冠棄商從政，以無黨籍當選立委，之後加入民主進步黨。2017年隨同台灣代表團參加美国总统唐納·川普就職大典。

## 政治生涯
2001年力挺退出國民黨的陳明文代表民進黨參選嘉義縣縣長，與當時擔任國民黨不分區立委的曾振農退出國民黨。張花冠本身為無黨籍身分，後來參與該年底的2001年第五屆立委選舉，當選後正式加入民進黨。
2009年三合一選舉，代表民進黨參選嘉義縣縣長，成功擊敗國民黨提名的翁重鈞以及無黨籍的蕭登標，成為嘉義縣第一位女性縣長；其子曾亮哲亦在該次選舉中以無黨籍身分當選嘉義縣議員。
2014年九合一選舉，再次代表民進黨參選，以「五星縣長、嘉義新時代」為競選主軸，並再度擊敗國民黨提名的翁重鈞成功連任嘉義縣縣長。
張花冠於2018年卸任後沉潛多年，雖曾動念參選立法委員，但最終支持陳明文連任。2019年11月時，受邀擔任陳明文競選總部總督導及蔡英文全國競選總部副主任委員。2024年8月，張花冠證實自己將接任華膳空廚董事長。

## 選舉紀錄
| 年度 | 選舉屆數               | 選舉區               | 所屬政黨   | 得票數  | 得票率 | 當選標記     | 備註 |
| ---- | ---------------------- | -------------------- | ---------- | ------- | ------ | ------------ | ---- |
| 2001 | 第五屆立法委員選舉     | 嘉義縣立法委員選舉區 | 無黨籍     | 36,101  | 13.79% |              |      |
| 2004 | 第六屆立法委員選舉     | 嘉義縣立法委員選舉區 | 民主進步黨 | 37,281  | 14.90% |              |      |
| 2008 | 第七屆立法委員選舉     | 嘉義縣第二選舉區     | 民主進步黨 | 65,192  | 57.05% | 本屆選制更改 |      |
| 2009 | 第十六屆嘉義縣縣長選舉 | 嘉義縣               | 民主進步黨 | 177,333 | 55.91% |              |      |
| 2014 | 第十七屆嘉義縣縣長選舉 | 嘉義縣               | 民主進步黨 | 193,399 | 63.09% |              |      |

## 政治榮譽
在2011年7月出爐的遠見雜誌「2011縣市長施政滿意度大調查」中，嘉義縣長張花冠大躍進成為五星縣長。8月15日，遠見雜誌創辦人高希均教授頒發五星縣長給張花冠，張花冠並邀請縣府團隊、嘉義各鄉鎮市長、各農會總幹事、縣議會議員及前縣長陳明文共同上台受獎，要讓所有縣民同享五星級榮耀。

## 司法案件

### 大埔美香草藥草生技園區案
2012年7月31日，嘉義與高雄地檢署同步搜索嘉義縣政府和縣長官邸等61處，並對前後任縣長陳明文、張花冠及廠商與環評委員等人進行偵訊。因兩年前有人檢舉陳明文在嘉義縣長任內時，辦理大埔美香草藥草生技園區BOT案，而陳明文、張景森與時任立委的張花冠疑涉收取開發廠商合計上億元賄款。張花冠等縣府官員，也被檢舉辦理大埔美精密機械園區第二期開發案，疑涉收取廠商回扣。
陳明文、張花冠與張景森均否認受賄，而張花冠與陳明文各以300萬元與100萬元交保。縣府新聞處表示，希望檢調不是為了轉移林益世索賄案的焦點而辦案。
2013年8月16日，嘉義地檢署偵辦大埔美香草藥草生技園區開發官商勾結案，偵查終結，認為時任立委張花冠涉嫌收受廠商三千萬元賄款，依貪污治罪條例以及洗錢防制法，將張花冠提起公訴。而陳明文及張景森則因查無具體犯罪事證，予以不起訴處分。
2014年2月20日，嘉義地方法院傳喚證人潘忠豪、前嘉義縣政府城鄉發展處長劉培東進行交互詰問。潘忠豪表示，投資大埔美香草藥草生物科技園區是公司要做形象，因為不管怎麼算，都不會太賺錢。由於當時香草、藥草很熱門，又是政府鼓勵投資，且可帶動地方就業，才決定投資。他說，他最早借500萬元給張花冠，是希望張花冠能幫忙。半年後，張花冠以丈夫曾振農在柬埔寨投資缺錢為由，開口向他借了2500萬元。潘忠豪坦承，由於當時在嘉義有投資案，「迫於無奈」才會借錢給張花冠。後來因大埔美開發案的地上權設定無法通過，銀行對他抽銀根，最後被迫解約。他說，事後想想，他認為被縣府給騙了，否則也不會借3000萬元給民代。他認為政府有義務協助廠商取得地上權設定，雖然張花冠拿了錢，但大埔美投資案最後還是被解約，讓他很無奈。
2012年8月1日，張花冠胞妹張瑛姬，因涉嫌重大遭到收押。9月28日，高雄地方法院聲請延押張瑛姬等六人兩個月，院方只裁定張瑛姬延押。10月19日，高雄地檢署傳喚張花冠說明，經漏夜偵訊，檢方諭令以新台幣100萬元交保並列為被告。
11月30日，高雄地檢署偵辦嘉義縣政府勞務採購工程疑涉弊案。依貪汙罪嫌起訴縣長張花冠與其胞妹張瑛姬及廠商等共21人。
12月1日，張花冠表示，檢調偵辦從搜索到起訴的時機都啟人疑竇，難免讓外界有錯覺，以為檢方是為了「平衡藍綠」，所以才刻意選在南投縣長李朝卿被約談聲押的隔日起訴本人。
2014年4月3日，嘉義地方法院判決無罪。張花冠說，這是遲來的正義。
2017年7月28日，「大埔美二期」洩密案，高雄高分院經過1年多的審理，於上午10點宣判，依洩密罪改判張花冠1年10月，得易科罰金，以1千元折算1日，而貪瀆則因罪證不足而無罪，全案定讞。張花冠除了刑度減輕，並得易科罰金，可望免除牢獄之災。至於張的胞妹張瑛姬得易科發金部分則判3年4個月，不得易科罰金部分，應執行1年8月。

## 評論

### 台灣鯛負面報導
2013年10月25日，韓國電視節目「食物X檔案」播出對台灣鯛負面報導，影射台灣鯛是吳郭魚，養殖環境惡劣，暗指濫用抗生素，並強調魚塭距六輕很近，誤導韓國民眾。2013年11月1日，嘉義縣長張花冠提出嚴厲譴責，要求政府向韓國抗議，並要求韓國澄清，否則拒用韓貨、拒看韓劇。

### 嘉義縣市合併
張花冠在2017年主張嘉義縣市合併成「大嘉義」，提出蛋黃蛋白理論：縣市分治好比完整雞蛋分離出蛋黃與蛋白，但「蛋黃蛋白一起吃比較健康」。

### 天龍、地鼠、魯蛇
「前瞻基礎建設計畫」預算分配不公平，嘉義縣長張花冠則比喻，天龍國都已經娶了3個老婆，還在抱怨經費少，地鼠國連要娶個親的錢也不夠，嘉義縣就像是魯蛇（loser）、是地下的蚯蚓沒人注意，盼預算分配能夠公平正義，看一下嘉義縣。

### 中南不
張花冠常以「中南不」來形容1980年代，台灣面臨產業轉型升級，當時台灣的國民黨政府將科學園區密集設置在北台灣而忽略台灣中南部的做法。

## 爭議

### 家畜疾病防治所超載運送
2016年4月25日，嘉義縣家畜疾病防治所超載71隻流浪狗到台南市民間收容所，途中因空調故障，造成30多隻狗在狹小空間裡被悶死，張花冠以資源不足和後續需要修法辯解，然而超載已經違法，遭到輿論撻伐後更改說法，後續發現技師說謊，現場空調沒有故障，沒監視器卻留有線頭。

### 指控性騷擾事件
2017年9月13日晚間，舉行嘉義縣民雄鄉大士爺文化祭升天儀式，當時陳明文攬著張花冠的肩膀，靠近她說話，張花冠認為很不舒服，因此對陳明文提出性騷擾告訴。
2017年9月23日，張花冠在臉書發文直指陳明文與她併行時強行摟肩、硬勒住她的脖子當下講的是：「他的官司都已經處理好了，不會有事。等宣判確定沒事後，他會讓我死的很難看。」

### 聲援杜文卿並在質詢時砲轟國稅總局
時任立委杜文卿於2005年12月搭機返國時超帶香煙並咆哮機場海關人員，盧博基、郭榮宗、張花冠、李鎮楠、陳朝龍等六位民進黨立委藉由此事連番上場砲轟關稅總局聲援杜文卿因而引發爭議。

## 外部連結
- 張花冠的Facebook專頁

| 中華民國政府職務 | 中華民國政府職務                                         | 中華民國政府職務 |
| ---------------- | -------------------------------------------------------- | ---------------- |
| 嘉義縣政府       |                                                          |                  |
| 前任： 陳明文    | 嘉義縣縣長 第十六、十七屆 2009年12月20日－2018年12月25日 | 繼任： 翁章梁    |